# Sambaqui

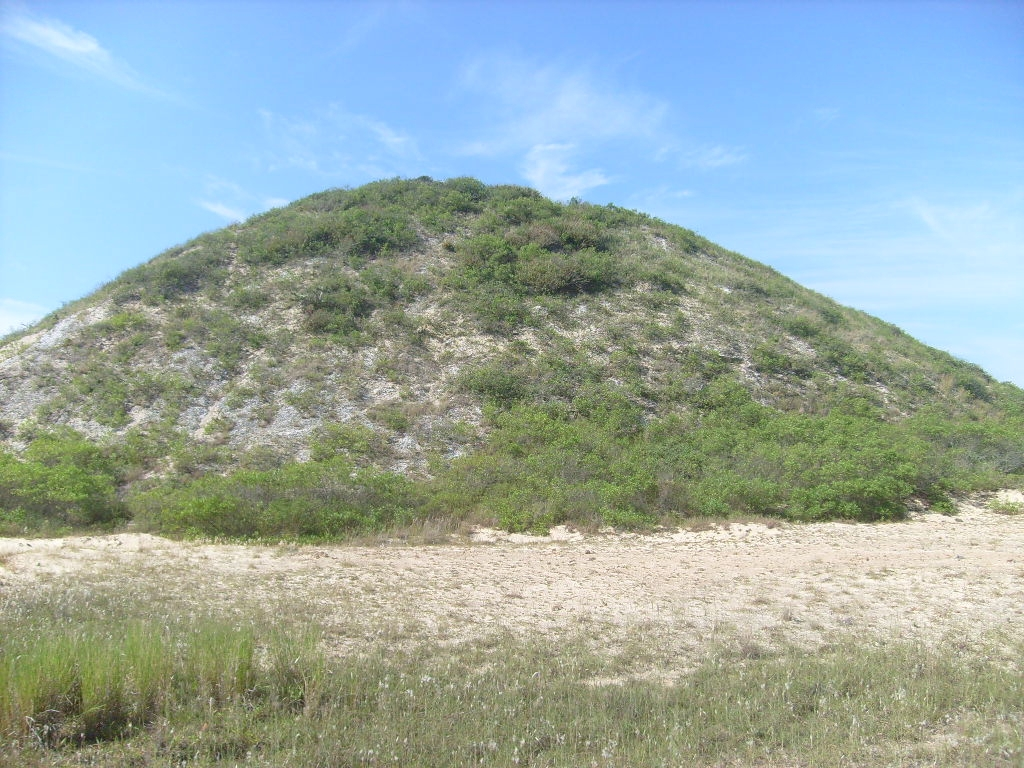
Sambaqui dans l'État de Rio de Janeiro.

Le mot sambaqui (du tupi tamba'kï ; littéralement « tas de coquillages ») désigne les amas coquilliers du Brésil créés par l'activité humaine, qui sont pour la plupart situés sur le littoral atlantique. Sous l'effet des intempéries, les sambaqui, tout comme les autres amas coquilliers, subissent une fossilisation chimique : la pluie dissout les coquilles des mollusques et les os enterrés, le calcium se diffuse dans toute la structure et pétrifie l'ensemble des éléments du monticule.

## Description
Leur taille peut varier de quelques dizaines à plusieurs centaines de mètres de diamètre, ils peuvent aussi atteindre plus de dix mètres de haut et leur forme est variée de conique à hémisphérique. Des populations ont parfois vécu dans les sambaqui, dans lesquels on a retrouvé des fonds d'habitation et des traces d'inhumation.
Il existe aussi des sambaqui fluviaux comme, par exemple, dans la vallée du Ribeira. 

## Vestiges matériels de populations de l'Amérique du Sud précoloniale
L'étude de l'origine, de la formation et du contenu des sambaqui permet d'accéder aux sociétés préhistoriques et aux individus qui y ont vécu. De même, l'étude archéomalacologique des sambaqui peut nous aider à comprendre le paléoenvironnement et les modes d'occupation humaine. Ces soucis restent au cœur de la recherche archéologique actuelle.
Sur environ 3 000 km de la côte brésilienne, des populations semi-sédentaires avec une démographie apparemment importante ont produit ces milliers de monticules de coquillages et d'amas de coquillages, connus localement sous ce nom de sambaqui pendant plus de sept mille ans (environ 8 000 à 1 000 BP). Les sambaquis sont le produit d'un dépôt planifié et à long terme de coquillages, de restes de poissons, de plantes, d'artefacts, de débris de combustion et de sédiments locaux. Ils ont été utilisés comme marqueurs territoriaux, habitations, cimetières et/ou sites cérémoniels.
Sur la côte sud du Brésil, les amas de coquillages funéraires peuvent atteindre des hauteurs monumentales (jusqu'à 30 mètres) et contenir des centaines de sépultures humaines, suggérant une forte densité démographique dans les basses terres sud-américaines.
La disparition des sociétés dites sambaqui commence il y a deux mille ans lorsque les monticules de poissons funéraires remplacent les monticules de coquillages. Ce changement brutal du registre archéologique est concomitant de changements environnementaux et écologiques liés au recul côtier et aux événements climatiques qui ont eu un impact irréversible sur la disponibilité des ressources clés.